# Néstor Prado
Néstor Prado (* 17. März 1937 in General Pinto, Partido General Pinto, Provinz Buenos Aires) ist ein argentinischer Tangosänger.

## Leben
Prado begann im Alter von neun Jahren, Tangos zu singen. Als er dreizehn Jahre alt war, engagierte ihn Salvador Salerno, dessen Orchester er bis zum neunzehnten Lebensjahr angehörte. 1959 debütierte er mit der Formation Francisco Arardas in Córdoba. Er nahm an verschiedenen Festivals und Wettbewerben teil und gewann 1970 den Gardel del Oro und 1971 die die Goldmedaille beim Tangofestival in La Falda.
Neben Auftritten bei Radiosendern in Buenos Aires, Córdoba und in Uruguay war er Gast bei verschiedenen Fernsehsendungen, u. a. in einem Programm von Julio Jorge Nelson bei Canal 7, Juan Carlos Torrys Grandes Valores del Tango und Lidia Sánchez’ Peña de amigos auf Canal 9 und Pipo Manceras Sábados Circulares auf Canal 13. Er sang auch in Shows an mehreren Theatern: so am Candilejas (moderiert von Julián Centeya), am Teatro General San Martín, am Teatro de la Ribera (mit der Gruppe Las Nuevas Voces de Tango), am Teatro Florida (moderiert von Ciriaco Ortiz und Manuel Sucher) und am Teatro Esmeralda in Eduardo Corttis Stück Qué te pasa Buenos Aires.
Beim Label Fermata nahm er 1971 für die LP Los catorce de siempre zwei Tangos mit dem Orchester Alberto Di Paulos auf: No te entiendo corazón von Manuel Sucher und Abel Aznar und Sol de medianoche von Charlo und Enrique Cadícamo. Zwei weitere Aufnahmen entstanden mit den Orchestern von Luis Stazo und von Fernando Córdoba. Mit den Gitarristen Juan Carlos Gorrías, Paco Peñalba, Alfredo Sadi und Juan Carlos Olivera nahm er eine Kassette mit zehn Tangos auf, darunter Amarras von Carlos Marchisio und Carmelo Santiago und La reja von Carlos Marcucci und Manuel Meaños.